# Postăvari, Călărași
Postăvari este un sat în comuna Frumușani din județul Călărași, Muntenia, România.

## Istorie
In 1898 in Marele Dicționar Geografic Al României, Volumul I, la pagina 63 George Lahovari descria:
„Postăvari, Postovari.

Postovari (Știubeiul - Clucerului, Canela, Moara), sat, făcînd parte din com. rur. Știubeiul-Orăști, pl. Dimbovița, jud. Ilfov, situat la N. de Orăști. Spre V. trece șoseaua județeană București-Oltenița.
Se întinde pe o suprafață de 1381 hect., cu o populație de 303 locuitori.
D-na Elena Caramaliu are 1275 hect. și locuitorii, 106 hect. Proprietarul cultivă 1075 hect. (75 sterpe, 125 pădure).
Locuitorii cultivă tot terenul.
Are o biserică, cu hramul «Sf. Gheorghe», deservită de 1 preot și 1 cintăreț; 1 heleșteu.
Comerciul se face de 2 cîrciumati.
Numărul vitelor mari e de 317 și al celor mici, de 676” 